# Élégie (Fauré)
De Élégie pour violoncelle et piano, Op. 24 (Elegie voor cello en piano, opus 24) werd door componist Gabriel Fauré geschreven in 1878.

## Achtergrond
Het stuk werd origineel voor cello en piano geschreven. Ook bestaat er een latere bewerking uit 1890 voor cello en orkest, onder de titel Élégie pour violoncelle et orchestre . De orkestbegeleiding is in 1890 door de componist op verzoek van dirigent Edouard Colonne erbij geschreven. Mét orkestbegeleiding vraagt het stuk om twee fluiten, twee hobo's, twee klarinetten, vier hoorns en strijkers ter begeleiding van de cellist. De Élégie is door Fauré opgedragen aan Jules Loeb, cellodocent aan het Conservatorium van Parijs, die overleed in 1933.
Eerder dacht men dat de Élégie deel uitmaakte van een onvoltooide cellosonate.

## Vorm
De vorm kan gezien worden als een A-B-A liedvorm.
De openingsmelodie in de cello volgt op een maat met sombere klagende achtsten akkoorden in c mineur van de begeleiding. De hoofdmelodie wordt forte gepresenteerd, 
en wordt herhaald in pianissimo. Dan ontwikkelt het stuk zich geleidelijk aan in de richting van een zoeter As majeur-thema, waar de piano (of het orkest) een nieuwe melodie speelt, met de aanduiding cantabile espressivo, in een lichte syncopische beweging. De begeleiding wordt daar ook kabbelender in tweeëndertigste noten. De cello neemt dit thema verderop over en werkt naar een climax. De climax bestaat uit een intens en snel gedeelte. Cello en begeleiding wisselen elkaar hier af met woeste gepassioneerde loopjes, die bestaan uit arpeggio's en akkoorden. Vervolgens keert het eerste thema terug, maar nu begeleid door snelle triooltjes en zestienden. het werk sluit pianissimo af met – onder de lange laatste en laagste toon van de cellist – drie trieste gearpeggieerde mineurakkoorden in de begeleiding. 